# Villalonga Fútbol Club
Villalonga Fútbol Club é um clube de futebol espanhol, situado na cidade de Sanxenxo, na Galiza. 
Fundado em 1947, disputa atualmente a Tercera División (correspondente à Quarta Divisão nacional). Seu estádio, o San Pedro, possui capacidade para 2.000 espectadores.
As cores oficiais do clube são azul-celeste e branco.